# Allen (Nebraska)
Allen é uma vila localizada no estado americano de Nebraska, no Condado de Dixon.

## Demografia
Segundo o censo americano de 2000, a sua população era de 411 habitantes. 
Em 2006, foi estimada uma população de 400, um decréscimo de 11 (-2.7%).

## Geografia
De acordo com o United States Census Bureau, a localidade tem uma área de 1,0 km², sem área coberta por água. Allen localiza-se a aproximadamente 466 m acima do nível do mar.

## Localidades na vizinhança
O diagrama seguinte representa as localidades num raio de 20 km ao redor de Allen. 